# Aloe americana
Aloe americana é uma espécie de liliopsida do gênero Aloe, pertencente à família Asphodelaceae.